# Gamasomorpha simplex
Gamasomorpha simplex är en spindelart som först beskrevs av Simon 1891.  Gamasomorpha simplex ingår i släktet Gamasomorpha och familjen dansspindlar. Inga underarter finns listade i Catalogue of Life.